# PALEXCO
El Palacio de Exposicións e Congresos (en gallec Palau d'Exposicions i Congressos), més conegut com a PALEXCO, és un centre de convencions de la ciutat de la Corunya, a Galícia. Es troba al moll de transatlàntics del port de la Corunya, al centre de la ciutat. Va començar la seva activitat el març de 2005.
L'edifici va ser dissenyat pels arquitectes César Portela i Ricardo Bofill. L'edifici forma part d'un complex de 22.000 metres quadrats i consta de tres nivells, denominats 0, 2 i 3.

## Sales
L'edifici disposa de diversos espais i sales, així com dos auditoris:
- Auditorio Gaviota: es tracta d'un auditori amb un escenari de 235 m² i amb capacitat per a 1.500 espectadors. Té una àrea total de 1.500 m².
- Auditorio Arao: és un petit auditori i sala de conferències amb capacitat per a 500 espectadors que té un escenari de 88 m² i una superfície total de 600 m².
- Sala Azimut
- Sala VIP Bitácora
- Loft Dársena

## Premis
- Premi OPC al millor Palau de Congressos d'Espanya.[1]
- Finalista del premi APEX de 2006, com un dels tres millors palaus de congressos del món.[2]